# Natalya Pasichnyk

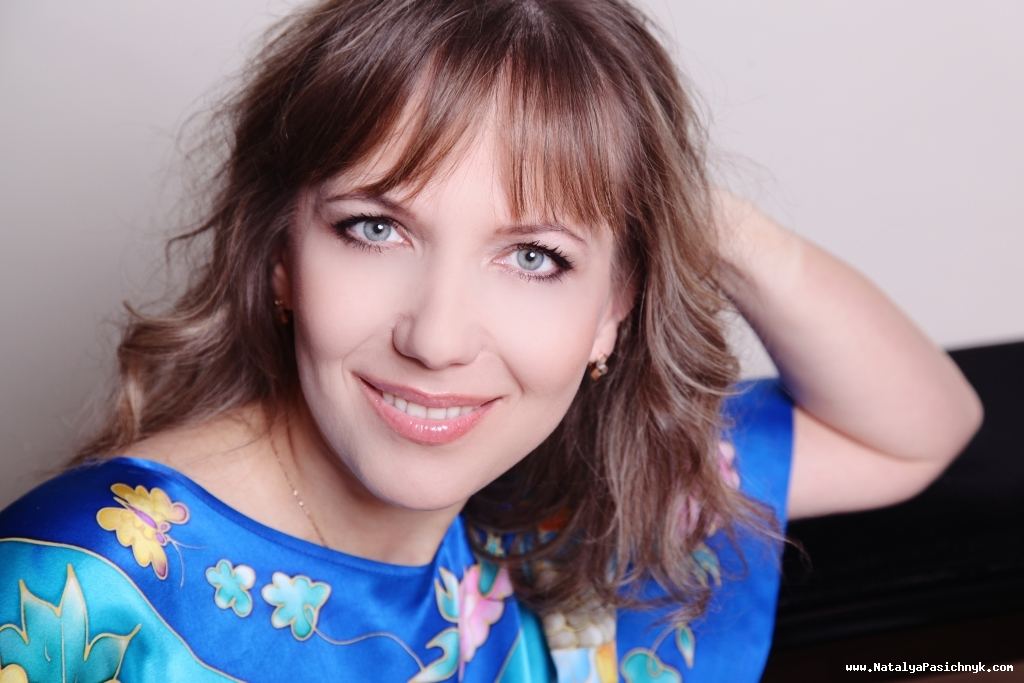
Natalya Pasichnyk, 2015

Natalya Pasichnyk (ukrainisch Наталя Ігорівна Пасічник ‚Natalja Ihoriwna Passitschnyk‘; geboren am 13. Februar 1971 in Riwne) ist eine schwedisch-ukrainische klassische Pianistin. Sie lebt in Stockholm.

## Leben
In Riwne in der Ukraine geboren, ist Natalya die Tochter von Igor und Jadwiga (geborene Antonovich) Pasichnyk. Ihr Vater wurde der erste Rektor der Ostroger Akademie, als diese wiedebelebt wurde. Ihre Schwester ist die Sopranistin Olga Pasitschnyk.
Sie hat einen Doktortitel der Kunstwissenschaft der Stanisław Moniuszko-Musikakademie in Danzig und einen Doktortitel der Philosophie der Grieg-Akademie an der Universität Bergen.
Natalya Pasichnyk ist die Gründerin des Ukrainischen Instituts in Schweden – einer kulturellen Organisation mit Sitz auf Strömsborg in Stockholm. Sie ist mit der schwedischen Königlichen Musikhochschule Stockholm assoziiert.

### Ausbildung, Konzertkarriere
Im Alter von drei Jahren begann Natalya ihr Musikstudium. Nach ihrem Abschluss am Musikinternat in Lemberg, setzte sie ihre Ausbildung an der Lemberger Nationalen Musikakademie Mykola Lyssenko bei Josef Örmeny fort. Ihr Postgraduales Studium absolvierte sie bei Andrzej Stefański an der Warschauer Fréderic-Chopin-Universität für Musik und bei Staffan Scheja an der Königlichen Musikhochschule Stockholm.
Natalya Pasichnyk ist sowohl als Kammermusikerin als auch als Solistin aufgetreten, oft zusammen mit ihrer Schwester Olga. Sie ist in ganz Europa aufgetreten in den USA, in Argentinien und Japan, in Konzerthäusern wie der Suntory Hall in Tokyo, Teatro Colón in Buenos Aires, Berwaldhallen und Konserthuset in Stockholm, deSingel in Antwerpen, Auditori Winterthur in Barcelona, Laeiszhalle in Hamburg, Nationalphilharmonie Warschau, NOSPR, Nationales Forum für Musik in Breslau, Poznań Philharmonic, Baltic National Philharmonic, sowie bei Festivals wie dem Ludwig van Beethoven Easter Festival und Mozart festival, International Chopin and his Europe Music Festival, Schubertiada (Spanien), Duszniki International Chopin Piano Festival, Three Choirs Festival, St Magnus International Festival, Nordlysfestivalen, La Folle Journée de Varsovie, Gdansk Piano Autumn (Poland), European Festival: Ukrainian Spring (Schweden). Sie hat mit dem Rundfunkorchester des Schwedischen Rundfunks zusammengearbeitet, sowie dem Mozarteum in Deutschland, dem Orchestre d'Auvergne (Frankreich), der Königlich-schwedischen Philharmonie, der Lemberger Philharmonie, Kremerata Baltica, Philharmonic Orchestra of Kraków, Wrocław Philharmonic, Helsingborg Symphony Orchestra, der Baltischen Philharmonie in Danzig und der Poznań Philharmonic Orchestra (Poland), Covent Garden Chamber Orchestra, INSO-Lviv undNorrlandsOperan (Schweden) unter der Leitung von Dirigenten wie Christopher Hogwood, Jewgeni Swetlanow, Arie van Beck, Jacek Kaspszyk, Marek Mos, B. Tommy Andersson, Gidon Kremer, Tobias Ringborg, David Niemann, und Robert Stehli.

## Preise und Auszeichnungen
Sie ist Preisträgerin des fünften Nordic Piano Competition in Nyborg (Dänemark, 1998), World Piano Competition in Cincinnati (USA, 1999), und Sonderpreisträgerin des Umberto Micheli International Piano Competition. Im Jahre 2000 erhielt sie den Giresta-Preis der Anders Wall-Stiftung. Im Jahre 2017 wurde sie mit dem Kulturstipendium der Stadt Stockholm für ihren Beitrag zum Kulturleben Stockholms und im Jahre 2022 mit dem Kulturpreis der Schwedischen Kirche ausgezeichnet. 2024 wurde sie mit dem Bo Bringborn-Musikpreis, dem Musikpreis der Nils Göran Olve-Stiftung ausgezeichnet und ist die Goldmedaillengewinnerin der Global Music Awards 2024 für ihre Aufnahme Rethinking the Well-Tempered Clavier von Johann Sebastian Bach. Sie ist die künstlerische Leiterin des internationalen Musikfestivals European Festival Ukrainian Spring in Stockholm. Sie wirkt in dem preisgekrönten Dokumentarfilm des Schwedischen Fernsehens Ukrainian Rhapsody mit.

## Diskographie
- Rethinking the Well-Tempered Clavier (Navona Records, 2024)[18]
- The spirit of Freedom (Fundazja Art Forma, 2023)
- Regamey & Regamey. Pasiecznik & Pasiecznik (Polmic 162–163, 2021)[19]
- Consolation – Forgotten Treasures of the Ukrainian Soul (BIS records, 2016)[20][21]
- The Fourth Dimension (Musicon, 2005) – Bach and Messiaen
- Musik i Giresta kyrka (True Track production, 2000)
- Mozart, W. A.: Concert Arias („Bella mia fiamma …“) (CD Accord, 2012)
- Chopin – complete songs (NAXOS, 2010)
- Wolfgang Amadeus Mozart – Complete songs (Pro Musica Camerata, 2006)
- Felix Mendelssohn-Bartholdy | Antonin Dvorak (Pro Musica Camerata, 2003)
- Dumky – Popular Ukrainian songs for voice and piano (OPUS111, 2001)[22]